# Тетрафторобериллат аммония
Тетрафтороберилла́т аммо́ния — химическое соединение, комплексная соль с химической формулой (NH4)2[BeF4]. 
Бесцветные кристаллы. 

## Получение
- Взаимодействием оксида бериллия и гидрофторидом аммония:

{\displaystyle {\mathsf {BeO+2NH_{4}HF_{2}\ {\xrightarrow {100-200^{o}C}}\ (NH_{4})_{2}[BeF_{4}]+H_{2}O}}}
- Взаимодействием фторидов бериллия и аммония:

{\displaystyle {\mathsf {BeF_{2}+2NH_{4}F\ {\xrightarrow {\ }}\ (NH_{4})_{2}[BeF_{4}]}}}

## Физические свойства
Тетрафторобериллат аммония образует бесцветные кристаллы ромбической сингонии, пространственная группа P nam, параметры ячейки a = 0,75 нм, b = 1,02 нм, c = 0,58 нм, Z = 4.
Хорошо растворяется в воде.

## Химические свойства
- При нагревании ступенчато разлагается:

{\displaystyle {\mathsf {(NH_{4})_{2}[BeF_{4}]\ {\xrightarrow {300^{o}C}}\ NH_{4}[BeF_{3}]+NH_{4}F}}}
{\displaystyle {\mathsf {NH_{4}[BeF_{3}]\ {\xrightarrow {800^{o}C}}\ BeF_{2}+NH_{4}F}}}
- Разлагается концентрированными кислотами и щелочами[уточнить]:

{\displaystyle {\mathsf {(NH_{4})_{2}[BeF_{4}]+4HCl\ {\xrightarrow {100^{o}C}}\ BeCl_{2}+2NH_{4}Cl+4HF\uparrow }}}
{\displaystyle {\mathsf {(NH_{4})_{2}[BeF_{4}]+4NaOH\ {\xrightarrow {\ }}\ Na_{2}[Be(OH)_{4}]+2NaF+2HF\uparrow +2NH_{3}\uparrow }}}

## Применение
- Промежуточный продукт при получении чистого металлического бериллия.